# Valdimar Jóhannsson

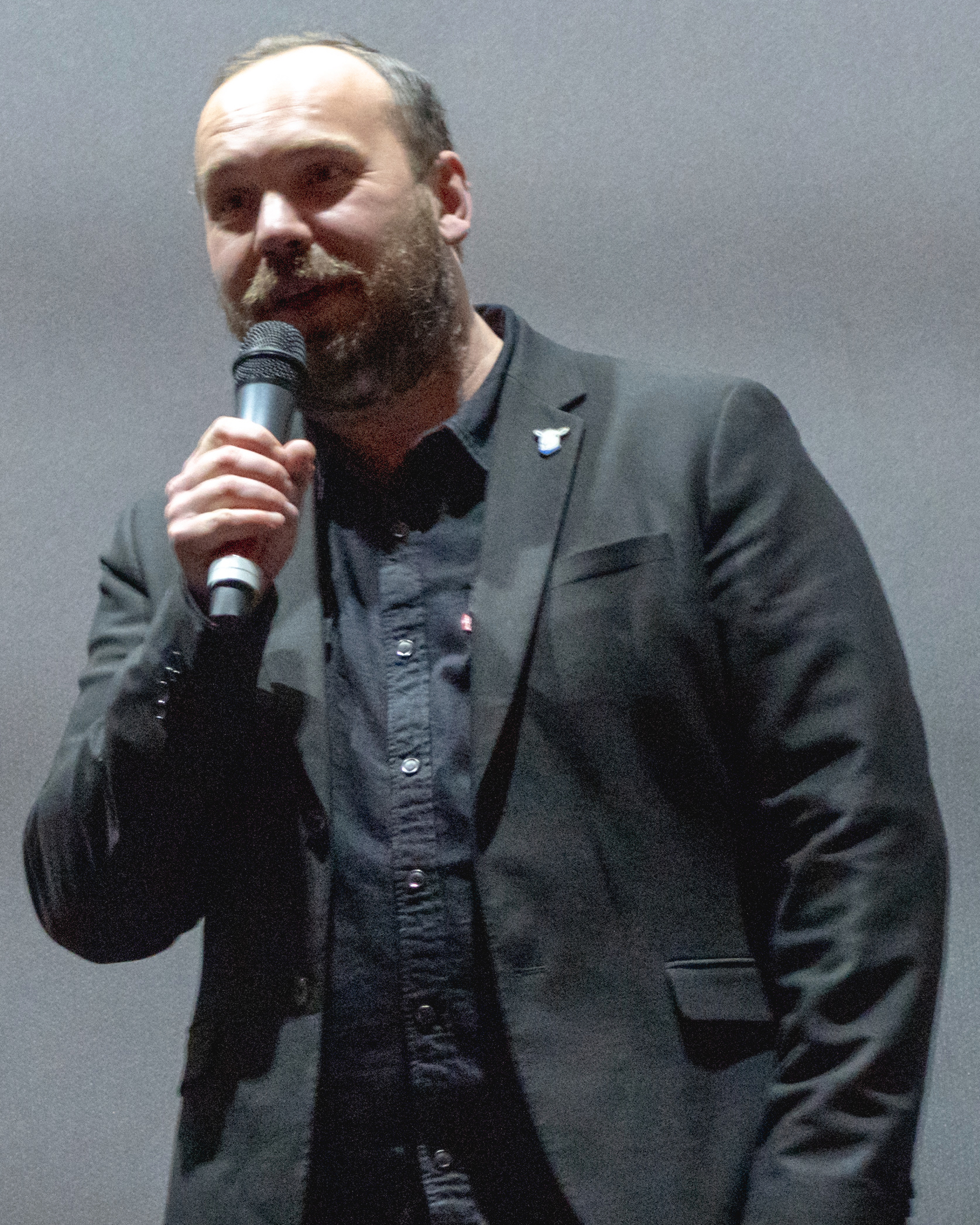
Valdimar Jóhannsson

Valdimar Jóhannsson (* 1978) ist ein isländischer Filmemacher.

## Leben
Valdimar Jóhannsson wurde 1978 im Norden Islands geboren. Im Jahr 2003 realisierte er seinen ersten Kurzfilm mit dem Titel Pjakkur. Seinen Kurzfilm Harmsaga stellte er im Oktober 2008 beim Reykjavik International Film Festival vor. Von 2013 bis 2015 nahm er am PhD-Programm der Béla-Tarr-Filmfactory in Sarajewo teil.
Sein Spielfilmdebüt Lamb (Originaltitel Dýrið) feierte im Juli 2021 bei den Internationalen Filmfestspielen von Cannes seine Premiere, wo der Film in der Reihe Un Certain Regard gezeigt wurde. Lamb wurde von Island als Beitrag für die Oscarverleihung 2022 in der Kategorie Bester Internationaler Film eingereicht.
Valdimar Jóhannsson lebt mit seiner Frau und seinen Töchtern in Reykjavík.

## Filmografie
- 2003: Pjakkur (Kurzfilm)
- 2008: Harmsaga (Kurzfilm)
- 2021: Lamb (Dýrið)

## Auszeichnungen (Auswahl)
Edda
- 2022: Auszeichnung als Bester Film (Lamb)
- 2022: Auszeichnung für die Beste Regie (Lamb)
- 2022: Auszeichnung für das Beste Drehbuch (Lamb)[7]

Europäischer Filmpreis
- 2021: Nominierung als Europäische Entdeckung – FIPRESCI-Preis (Lamb)
- 2021: Nominierung für den FIPRESCI-Preis (Lamb)[8]

Internationale Filmfestspiele von Cannes
- 2021: Nominierung in der Sektion „Un Certain Regard“ (Lamb)
- 2021: Auszeichnung mit dem Preis für Originalität in der Sektion „Un Certain Regard“ (Lamb)
- 2021: Nominierung für die Caméra d’Or (Lamb)

Sitges Film Festival
- 2021: Auszeichnung als Bester Spielfilm (Lamb)
- 2021: Auszeichnung mit dem Citizen Kane Award for Best New Direction (Lamb)[9][10]

Zurich Film Festival
- 2021: Nominierung für das Goldene Auge (Lamb)[11]